# Rob & Chyna
Rob & Chyna es una serie de telerrealidad estadounidense protagonizada por Rob Kardashian y Blac Chyna. La serie se estrenó el 11 de septiembre de 2016 en E!.

## Producción
La serie de telerrealidad recibió luz verde el 1 de junio de 2016. Rob & Chyna sigue la relación de Rob Kardashian y Blac Chyna mientras se preparan para dar la bienvenida a su primer hijo. Se ordenaron episodios de seis horas de duración, excluyendo un especial de televisión con el nacimiento del recién nacido de Kardashian y Chyna. El programa se estrenó el 11 de septiembre de 2016. Jeff Olde, un vicepresidente ejecutivo de la cadena, explicó las razones para darle a Kardashian y Chyna su propia serie:

Muy pocas historias de amor han creado tanto revuelo en la cultura pop como las de Rob y Chyna, y estamos encantados de ver a Rob en un lugar tan feliz. Estamos emocionados de compartir el próximo capítulo de su relación.

La serie se transmite por E!, una red de cable estadounidense que presenta principalmente programación relacionada con el entretenimiento y series de televisión de realidad, incluida Keeping Up with the Kardashians, otra serie de la que han formado parte Rob Kardashian y Blac Chyna. El programa es producido por Bunim / Murray Productions y Ryan Seacrest Productions, que también producen Keeping Up with the Kardashians.

## Destino
El 14 de diciembre de 2016, E! renovó la serie para una segunda temporada que consta de ocho episodios que se iban a estrenar en 2017. En julio de 2017, E! confirmó que la serie se puso en espera, y no en su calendario actual.
En 2018 hubo continuas disputas sobre el destino del programa, ya que Blac Chyna hizo acusaciones de carácter grave.

## Episodios
| Temporada | Temporada | Episodios | Episodios | Emisión original         | Emisión original        |
| Temporada | Temporada | Episodios | Episodios | Primera emisión          | Última emisión          |
| --------- | --------- | --------- | --------- | ------------------------ | ----------------------- |
|           | 1         | 7         | 7         | 11 de septiembre de 2016 | 18 de diciembre de 2016 |